# Бьоф Строганов
„Бьоф Строганов“, „Телешко Строганов“, или „Телешко по строгановски“ (на руски: бефстроганов, на английски: beef Stroganoff, на френски: bœuf Stroganoff) е ястие от руската кухня с международна известност. Представлява телешко месо със сос и е кръстено на граф Строганов (1795 – 1891).

## История
За първи път рецептата за „Бьоф Строганов“ се появява през 1861 година в готварската книга „Подарък за млади домакини“ на Елена Молоковец.

Известно е, че „Бьоф Строганов“ е включен в менютата на международната кухня като руско национално ястие, но това не е така. Появило се е в Одеса, Руската империя, през втората половина на XIX век, където граф Строганов е бил генерал‑губернатор. Една от версиите е, че графа на преклонна възраст не е могъл да сдъвква телешкото и неговия готвач, французин по националност, му приготвил много крехко телешко по специална рецепта. Има и други легенди, но телешкото по строгановски постепенно придобива световна известност. Става популярно особено след [[Октомврийската революция, когато руските емигранти разнасят рецептата му по целия свят. Сега „Бьоф Строганов“ се готви навсякъде по света, от обикновени заведения за бързо хранене до реномирани ресторанти. 

## Начин на приготвяне
За приготвянето на „Бьоф Строганов“ най-подходящи са рибицата и контрафилето. Блюдото се сервира топло, защото като изстине губи от вкуса и консистенцията.
Месото се начуква леко и се нарязва на правоъгълници 5 на 1 сантиметра напряко на влакната. Парчетата се панират в брашно и се запържват в тава, дъното на която покрито с нарязан лук. Пържи се от 3 до 5 минути, след което в малка тенджера (касерола) се задушава в смес от сметана и доматено пюре за 15 – 30 минути. Сервира се с гарнитура.
В литовската кухня е популярен вариант на „Бьоф Строганов“ със свинско месо и с добавка на кисели краставички и пушен бекон. Нарича се „Месо по курландски“ или «Строганов от Курландия“ (на латвийски: Kurzemes strogonovs).